# Children's Mercy Park
El Children's Mercy Park és un estadi de futbol de la ciutat de Kansas City (Kansas) (Estats Units) i és l'estadi de l'Sporting Kansas City de l'MLS. L'estadi va obrir durant la temporada 2011 de la Major League Soccer, el 9 de juny del 2011, amb un partit contra el Chicago Fire. L'estadi té una capacitat de 18.467 espectadors, que es poden ampliar fins als 25.000 per a concerts. L'estadi és la tercera seu de l'Sporting Kansas City. L'equip va jugar a l'Arrowhead Stadium des del 1996 fins al 2007 i al CommunityAmerica Ballpark des del 2008 fins al 2010.

## Història

### La planificació inicial
Inicialment l'Sporting Club, el grup de propietaris de l'equip, planejava mudar-se al sud-est de Kansas City (Missouri), a les terres que ocupaven anteriorment Mall Bannister. El pla de desenvolupament es va aprovar el 13 de desembre del 2007. L'últim paquet d'incentius econòmics, una reducció d'impostos de $30 milions de dòlars, va ser aprovada el 21 de novembre del 2008.
El lloc previst de l'estadi havia estat enderrocat per preparar el lloc per a la infraestructura. Es tenia la intenció d'obrir l'any 2011 amb una capacitat de 18.500 seients. No obstant això, les seqüeles de la crisi financera del 2008-2009 va posar el projecte en pausa, i el promotor de l'estadi amb el temps va tractar de traslladar el projecte de nou a prop del centre de West Village de Kansas City, Kansas, a prop de la carretera de Kansas i del CommunityAmerica Ballpark. El creador del complex buscava "millores" addicionals (és a dir, l'autoritat dels préstecs) de Kansas City per finançar la construcció de l'estadi de futbol i els seus complexos associats de futbol amateur. No obstant això, la ciutat no estava disposada a proporcionar el finançament desitjat, portant als desenvolupadors a buscar un nou lloc a través de l'estat.

### Construcció
Al setembre del 2009 el promotor va sol·licitar al Comtat de Wyandotte i a funcionaris de l'estat de Kansas permís per utilitzar els ingressos del finançament de l'increment d'impostos existents a l'àrea de West Village per ajudar a finançar el complex de futbol. El 17 de desembre el president de l'Sporting KC, Robb Heineman va brindar una actualització sobre la situació de l'estadi publicat al lloc web oficial de l'equip i el bloc, bàsicament posar a Kansas City, Kansas, la ubicació final, a l'espera de la signatura dels acords finals. El 21 de desembre, la maquinària de construcció ja era al lloc i a l'espera per excavar i el dia 20, la cerimònia es va realitzar utilitzant maquinària pesant pel moviment de terra en el lloc de la construcció.

## Nom de l'estadi
El 8 de març del 2011 en conjunt amb la fundació Livestrong de Lance Armstrong es va anunciar el nom del nou estadi. El club donarà una part dels ingressos, no menys de 7,5 milions de dòlars, a la fundació al llarg de sis anys.